# 骄傲 (电影)
《骄傲》（英語：Pride）是一部2014年英法LGBT题材历史喜剧剧情片，由马修·沃楚斯导演，斯蒂芬·贝雷斯福德编剧。影片于2014年戛纳电影节导演双周环节放映，赢得酷儿棕榈奖。目前由马修斯·沃楚斯监制、斯蒂芬·贝雷斯福德编剧的音乐改编舞台剧正在筹备中。

## 剧情
本片根据真实故事改编。影片讲述一群女同性恋和男同性恋活动家筹集资金，帮助在1984-1985年英国矿工大罢工中受影响的家庭，后来演变成男女同性恋支持矿工运动。由于工会的公共关系担心跟同性恋群体的关系被揭开，英国全国矿工联合会（NUM）不愿意接受该组织的支持，因此活动家决定直接捐钱给威尔士的小矿村Onllwyn，导致两个社群结盟。该联盟与以往的不同，但大获成功。

## 演员
- 比·乃尔 饰演 克里夫（Cliff）
- 伊美黛·史道頓 饰演 荷芬娜（Hefina Headon）
- 多米尼克·韦斯特 饰演 強納森（Jonathan Blake）
- 帕迪·康斯戴恩 饰演 戴·唐納文（Dai Donovan）
- 安德鲁·斯科特 饰演 蓋斯·罗伯茲ㄖ，片中他是乔纳森的伴侶，但在现实中，乔纳森的伴侶是LGSM成员你尼格尔·扬，该角色与格辛结合。[8]
- 乔治·麦凯 饰 乔·“布罗姆利”·库珀，是片中的虚构人物之一，是一个观众视角化身。[8]
- 喬·吉爾根 饰演 麥克（Mike Jackson）
- 班·史奈澤 饰演 馬克·艾希頓（英语：Mark Ashton）
- 弗雷迪·福克斯 饰演 傑夫（Jeff Cole）
- Monica Dolan 饰 Marion Cooper
- Liz White 饰 Margaret Donovan
- Faye Marsay 饰演 史黛芬（Steph Chambers）
- Karina Fernandez 饰 史黛拉（Stella）
- Jessie Cave 饰 Zoe
- Jessica Gunning 饰演 席安（Siân James）
- Rhodri Meilir 饰演 馬丁（Martin）
- Russell Tovey 饰演 提姆（Tim）
- Lisa Palfrey 饰 Maureen
- Menna Trussler 饰 Gwen
- Jack Baggs 饰 Gary
- Kyle Rees 饰 Carl
- Chris Overton 饰 Reggie Blennerhassett
- Joshua Hill 饰 Ray Aller
- Feargal Quinn 饰 Jimmy Somerville

## 发行
《骄傲》於2014年戛纳电影节首演，受到全场起立鼓掌，并赢得了酷儿棕榈奖。影片也在2014年多伦多国际电影节首映，《华盛顿邮报》报道称本片“非常受电影节和试映会观众的欢迎”。2014年9月12日，本片正式登录英国各大影院，9月17日于法国上映。百代电影公司负责本片在英国和法国的分销。CBS电影获得电影在美国的发行权。
影片于2014年9月26日在美国纽约、洛杉矶和旧金山小规模上映。
英国电影分级委员会留意到片中“措辞偶尔不雅”，有两个跟性有关的镜头，给予本片“15”评级。两个镜头，一处是在同性恋俱乐部，男人们“穿着枷锁服”的场景，一处是片中一些角色发现卧室里放着一本色情杂志的喜剧场景。
美国电影协会给予本片跟英国的“15”评价同等的“R”级。这普遍反映了英国电影学院规定“大多数”15级电影在美国为“R”级的普遍做法。
《独立报》发表文章，称美国电影协会的评级“严苛”，“R”级的最高年龄限制，专门为同性恋内容而设。《独立报》的文章基于《卫报》的文章，后者进一步加剧错误声称美国电影协会给予本片NC-17评级的问题。该错误几天后得到纠正。
2015年1月，据报道美国发行的DVD封面并未涉及同性恋内容。“以伦敦为基地的一群男女同性恋活动家”的标准描述，被删成“一群以伦敦为基地的活动家，”照片背景中的同性恋标语被删。

## 上映
英国上映首周末票房718778英镑，是周末上映票房第三卖座的电影，紧随位列第二的《露西》和第一位的《盒子怪》。本片第二个星期在英国的票房仍保持第三的位置，赚到578794英镑。《卫报》报道本片第二个周末的票房，以及周末票房的强硬表现，降到仅剩12%，并评论道：“经历一个有点摇晃的开端，马修·沃楚斯的电影显示出强烈地吸引观众的迹象”。第三个周末，本片在榜单上降至第六位，期间赚到400247英镑。到了第四个周末，本片已经在票房磅跌至第十位，赚到248654英镑，票房共计3265317英镑。
在美国，本片在六家剧院上映的首周末赚到84800美元。影片扩展得缓慢，第二个周末往现有市场增加的影院，10月10日在其他城市上映。

## 评价
《骄傲》得到的评价非常积极。烂番茄的评论聚合器基于101条评论，给予本片93%的“新鲜度”，评级得分7.6/10。该网站的共识写道：“认真却不带说教意味，鼓舞人心而不堕落到多愁善感，《骄傲》是一部真正取悦人们的作品。”Metacritic基于36条评价，给予本片79/100的总评，表示“普遍好评”。
《独立报》杰弗里·麦克纳布（Geoffrey Macnab）指出本片如何遵循《一脱到底》、《奏出新希望》和《跳出我天地》等其他英国电影“把故事设置在工业基础正在破灭的英国”。麦克纳布给出电影五星级评价，称赞剧本融合“宽广的喜剧和微妙的观察”，并指出导演马修·沃楚斯的整部电影对“视觉反差和不和谐的并列津津乐道”。麦克纳布的影评指出，《骄傲》保留了幽默和观赏性，而不轻视解决片中的问题。
《卫报》的评论员彼得·布拉德肖（Peter Bradshaw）称影片“慷慨激昂而讨人喜欢”。布拉德肖赞赏演员的表演，包括比尔·奈伊饰演的克里夫描绘成“寡言少语的害羞”，派迪·康斯丁饰演的戴“表现得端庄而充满智慧”。伊梅尔达·斯汤顿所扮演的海菲娜·海顿，于2013年10月去世，也受到评论家的积极评价。杰弗里·麦克纳布表示，斯汤顿饰演女家长海菲娜的表现，是“一部分的勇气之母和一部分的希尔达·奥格登。”本·施耐泽饰演的马克·阿什顿也获得了积极的评价。《伦敦标准晚报》的夏洛特·奥沙利文（Charlotte O'Sullivan）写道：“纽约人施耐泽是个没出息的CV（《偷书贼》中为数不多的好家伙），表现优秀。”
《悉尼先驱晨报》的保罗·伯恩斯（Paul Byrens）称影片“枯燥、令人惊讶、富有同情心、有政治觉悟和情感价值，是伟大演员聚集在一起做出实在作品的腮部。”
《金融时报》的奈杰尔·安德鲁斯（Nigel Andrews）仅给出本片一星评价（满分五星），称“游行的伎俩，平庸的措辞，旨在保持政治正确独轮车两个小时的平衡。”
essentialmoviereviews.com的加雷斯·金斯顿（Gareth Kingston）给本片打出4.5星（5星满分），称电影“正如比利·布拉格在片尾“这是工会的力量”的演绎，你会意识到你看的是一部讲述一个特殊社区团结一致的电影。”

## 奖项
第68届英国电影学院奖
- 杰出处女作奖
- 杰出英国电影提名
- 最佳女配角提名：伊美黛·史道頓